# El Manzala
El Manzala (arabisch المنزلة, DMG al-Manzala) ist eine Stadt  in Ägypten innerhalb des Gouvernement ad-Daqahliyya mit ca. 117.000 Einwohnern. Die Stadt liegt an der Küste des Manzala-Sees, nach dem sie benannt ist.

## Bevölkerungsentwicklung
| Zensusjahr | Einwohnerzahl |
| ---------- | ------------- |
| 1996       | 60.184        |
| 2006       | 75.034        |
| 2018       | 116.807       |